# Rick Ferrell
Richard Benjamin Ferrell, detto Rick (Durham, 12 ottobre 1905 – Bloomfield Hills, 27 luglio 1995), è stato un giocatore di baseball statunitense di ruolo ricevitore nella Major League Baseball (MLB). È stato introdotto nella National Baseball Hall of Fame nel 1984.
Anche due dei suoi fratelli furono giocatori di baseball professionisti; Wes, che fu un giocatore nella MLB dal 1927 al 1941 nel ruolo di lanciatore e George, che fu veterano nella minor league, in cui giocò per 18 stagioni.

## Carriera
Ferrell firmò nel 1926 con i Detroit Tigers. Nel 1928 dopo aver passato le prime tre stagioni nella minor league, si appellò al Commissioner del Baseball Kenesaw Mountain Landis per diventare free agent, affermando di venire trattenuto nelle minor malgrado il meritare una promozione. Il Commissioner acconsentì e Ferrell divenne free agent l'8 novembre 1928 e finì col firmare con i St. Louis Browns l'11 novembre.
Debuttò nella MLB il 19 aprile 1929, allo Sportsman's Park di Saint Louis contro i Chicago White Sox. Realizzò la sua prima valida e il primo RBI il 21 aprile alla sua seconda partita, contro i Tigers.
Il 14 giugno 1930 contro i Washington Senators, Ferrell colpì una valida nel suo primo turno, un doppio nel secondo e il primo fuoricampo, un home run da due punti, nel terzo turno.
Ferrell giocò per 18 stagioni nella Major League Baseball come ricevitore per i St. Louis Browns, i Boston Red Sox, e i Washington Senators, dal 1929 al 1947. Suo fratello, Wes Ferrell, fu un lanciatore nelle major league per 15 stagioni. I due furono compagni di squadra dal 1933 fino a parte della stagione 1938 con Red Sox e Senators.
Ferrell era considerato uno dei migliori ricevitori del baseball durante gli anni trenta e l'inizio degli anni quaranta. Mentre giocavano per i Red Sox nel 1933, lui e suo fratello Wes furono selezionati per disputare il primo All-Star Game della storia, tenuto il 6 luglio 1933. Le sue 1.806 partite come ricevitore furono un record dell'American League che resistette per quarant'anni.

## Palmarès
- MLB All-Star: 8

1933–1938, 1944, 1945